# Alfons Gorbach
Alfons Gorbach (Imst 2 september 1898 - Graz 31 juli 1972) was een Oostenrijks politicus (ÖVP). Hij was van 11 april 1961 tot 2 april 1964 bondskanselier van Oostenrijk. 

## Biografie
Tijdens de Eerste Wereldoorlog verloor Gorbach als soldaat van het Oostenrijk-Hongaarse leger bij de Slag bij Caporetto in oktober 1917 een been. Na de oorlog voltooide hij het gymnasium en studeerde hij rechten en politieke wetenschappen aan de Universiteit van Graz.. Daarnaast was hij actief binnen de Christlichsoziale Partei (CS). Van 1929 tot 1932 was hij lid van de gemeenteraad van Graz en van 1937 tot 1938 was hij minister (Landrat) in de regering van de deelstaat Stiermarken. Na de Anschluss van 1938 werd Gorbach door de nazi's opgepakt en gevangengezet in het concentratiekamp Dachau; vanaf 1944 verbleef hij in het concentratiekamp Flossenbürg. Hij bleef tot aan het einde van de Tweede Wereldoorlog een gevangene. 
Na de oorlog sloot Gorbach zich aan bij de christendemocratische Österreichische Volkspartei (ÖVP) en werd bij de parlementsverkiezingen van 1945 in de Nationale Raad (lagerhuis) gekozen. Hij was tot tweemaal toe derde voorzitter van de Nationale Raad: de eerste keer van 1945 tot 1953 en de tweede keer van 1956 tot 1961. 
Na de verliezen bij de verkiezingen van 1959 bleef de ÖVP van bondskanselier Julius Raab weliswaar de grootste partij en de voornaamste partner binnen de Grote Coalitie met de SPÖ, maar desondanks nam de kritiek op Raab en diens functioneren binnen de eigen partijgelederen toe. De partijafdeling van de ÖVP in Stiermarken oefende druk uit op de bondsleiding van de ÖVP om Raab te vervangen door Gorbach. In 1960 trad Raab als bondsvoorzitter van de ÖVP terug ten gunste van Gorbach en op 11 april 1961 volgde Gorbach Raab op als bondskanselier van Oostenrijk. Bij de verkiezingen van 1962 boekten de christendemocraten onder Gorbach een kleine verkiezingsoverwinning en vormde Gorbach een nieuwe bondsregering met de SPÖ maar wist de positie van ÖVP binnen de nieuwe regering niet te versterken.
Tegenstanders binnen de christendemocratische partij vonden Gorbach te toegevend in de richting van de socialisten en in september 1963 moest hij onder druk van zijn opponenten het partijvoorzitterschap van de ÖVP neer leggen. Op 20 september 1963 werd Josef Klaus gekozen tot voorzitter van de ÖVP en op 25 februari 1964 dienden de christendemocratische ministers, onder wie Gorbach, hun ontslag in bij de bondspresident. Deze laatste gaf Josef Klaus de opdracht een nieuwe bondsregering van ÖVP en SPÖ te vormen die op 2 april 1964 aantrad.
Na zijn aftreden als bondskanselier nam Gorbach weer zitting in de Nationale Raad (1964-1970). In 1965 was hij namens de ÖVP kandidaat bij de presidentsverkiezingen. Hij nam het toen op tegen de sociaaldemocraat Franz Jonas die de verkiezingen won.
Aan het einde van zijn leven werd hij benoemd tot ere-voorzitter van de ÖVP.

## Onderscheidingen
- 1954: Grote Gouden Ereteken met Ster van Verdienste voor de Republiek Oostenrijk
- 1960: Het Grote Gouden Ereteken aan het lint voor Verdienste voor de Republiek Oostenrijk
- Ere-ring van de deelstaat Stiermarken